# Pyrgophorus cisterninus
Pyrgophorus cisterninus is een slakkensoort uit de familie van de Hydrobiidae. De wetenschappelijke naam van de soort is voor het eerst geldig gepubliceerd in 1852 door Küster.